# Dolní Životice
Dolní Životice település Csehországban, a Opavai járásban. Dolní Životice Slavkov, Stěbořice, Litultovice, Mikolajice, Štáblovice, Lhotka u Litultovic és Jezdkovice településekkel határos. Lakosainak száma 1049 fő (2024. január 1.).

## Népesség
A település lakosságának változását az alábbi diagram mutatja:
| Lakosok száma | 938  | 966  | 1067 | 837  | 871  | 1107 | 1043 | 1046 | 1026 | 1049 |
|               | 1869 | 1890 | 1921 | 1950 | 1980 | 2001 | 2017 | 2019 | 2022 | 2024 |